# زبيدي بيبريلي
الزبيدي البيبريلي (الاسم العلمي: Peprilus) هو جنس من الأسماك يتبع فصيلة الأسماك الزبيدية من رتبة الفرخيات.

## أنواع الزبيدي البيبريلي
- زبيدي الخليج
- زبيدي باسيفيكي
- زبيدي لامع
- زبيدي أمريكي
- زبيدي مماثل
- زبيدي سليمة
- زبيدي أطلسي